# Petrasaari (ö i Finland, Södra Savolax, S:t Michel, lat 61,98, long 27,38)
Petrasaari är en ö i Finland. Den ligger i sjön Kangasjärvi och i kommunen Sankt Michel i den ekonomiska regionen  S:t Michel och landskapet Södra Savolax, i den södra delen av landet, 240 km nordost om huvudstaden Helsingfors. Öns area är 0,3 hektar och dess största längd är 90 meter i öst-västlig riktning.